# Волворт (Висконсин)
Волворт (енгл. Walworth) град је у америчкој савезној држави Висконсин.

## Демографија
По попису из 2010. године број становника је 2.816, што је 512 (22,2%) становника више него 2000. године.
| Група             | 2000.         | 2010.         |
| Белци             | 2.102 (91,2%) | 2.258 (80,2%) |
| Афроамериканци    | 11 (0,5%)     | 21 (0,7%)     |
| Азијати           | 15 (0,7%)     | 22 (0,8%)     |
| Хиспаноамериканци | 165 (7,2%)    | 502 (17,8%)   |
| Укупно            | 2.304         | 2.816         |